# Elaiónas
Elaiónas (Elaionas) är en ort i Grekland.   Den ligger i prefekturen Nomós Serrón och regionen Mellersta Makedonien, i den nordöstra delen av landet, 400 km norr om huvudstaden Aten. Elaiónas ligger 403 meter över havet och antalet invånare är 338.
Terrängen runt Elaiónas är huvudsakligen kuperad, men österut är den bergig. Runt Elaiónas är det ganska glesbefolkat, med 48 invånare per kvadratkilometer. Närmaste större samhälle är Serrai, 6,8 km söder om Elaiónas. Trakten runt Elaiónas består till största delen av jordbruksmark.